# Cantonul Fougères-Nord
Cantonul Fougères-Nord este un canton din arondismentul Fougères-Vitré, departamentul Ille-et-Vilaine, regiunea Bretania, Franța.

## Comune
- Beaucé
- La Chapelle-Janson
- Fleurigné
- Fougères (parțial, reședință)
- Laignelet
- Landéan
- Le Loroux
- Luitré
- Parigné
- La Selle-en-Luitré